# Роберт Макфейл
Роберт Макфейл (англ. Bob McPhail, нар. 25 жовтня 1905, Баррхед — пом. 24 серпня 2000) — шотландський футболіст, що грав на позиції нападника. Один з найсильніших форвардів міжвоєнної Британії. Легенда «Рейнджерс», з яким виграв дев'ять чемпіонатів Шотландії і шість кубків країни. Забив в чемпіонаті Шотландії 305 голів, з них понад 260 за «Рейнджерс». За національну збірну Шотландії відзначився 7 разів, включаючи знамениті два голи у ворота Англії на «Гемпден Парк» у квітні 1937 року.

## Клубна кар'єра
У дорослому футболі дебютував 1923 року виступами за «Ейрдріоніанс», в якому провів чотири сезони, взявши участь у 109 матчах чемпіонату.
1927 року за 5 тис. фунтів перейшов до клубу «Рейнджерс», де став одним з найбільш плідних форвардів, які коли-небудь грали за клуб, забивши 261 голів у 408 матчах. Він зробив свою першу появу за «Рейнджерс» 13 серпня 1927 року в переможному матчі проти «Абердіна» (3:2), а вже менш ніж за місяць, 3 вересня, він забив свій перший гол за клуб, зробивши дубль у грі проти «Сент-Джонстона» (5:1). В першому сезоні Макфейла в «Рейнджерс», клуб виграв обидва національні титули — чемпіонат і кубок Шотландії, а Роберт забив у цілому 23 голи в 42 матчах, в тому числі гол в надпринциповому дербі «Олд Фірм» в фіналі кубка (4:0).
Всього ж за 12 років на Айброкс, Макфейл з командою виграв 9 чемпіонств і 6 кубків, а також забив в цілому 230 голів за клуб. Цей рекорд протримався протягом більше 50 років, перш ніж був побитий Аллі Маккойстом в 1997 році.

## Виступи за збірну
1927 року дебютував в офіційних матчах у складі національної збірної Шотландії. Протягом кар'єри у національній команді, яка тривала 11 років, провів у формі головної команди країни лише 17 матчів, забивши 7 голів.
Помер 24 серпня 2000 року на 95-му році життя. Він був останнім живим членом легендарної команди «Рейнджерс» кінця 1920-х — початку 1930-х років.

## Досягнення
- Чемпіон Шотландії: 1928, 1929, 1930, 1931, 1933, 1934, 1935, 1937, 1939
- Володар Кубка Шотландії: 1924, 1928, 1930, 1932, 1934, 1935, 1936